# Giro del Delfinato 1974
Il Giro del Delfinato 1974, ventiseiesima edizione della corsa, si svolse dal 3 al 10 giugno su un percorso di 1390 km ripartiti in 7 tappe (la prima e la sesta suddivise in due semitappe) più un cronoprologo, con partenza a Roanne e arrivo ad Avignone. Fu vinto dal francese Alain Santy della Gan-Mercier-Hutchinson davanti ai suoi connazionali Raymond Poulidor e Jean-Pierre Danguillaume.

## Tappe
| Tappa  | Data      | Percorso                                    | km   | Vincitore di tappa      | Leader cl. generale |
| ------ | --------- | ------------------------------------------- | ---- | ----------------------- | ------------------- |
| Prol.  | 3 giugno  | Roanne > Roanne (cron. a squadre)           | 7    | KAS                     | José Pesarrodona    |
| 1ª-1ª  | 4 giugno  | Roanne > Chalon-sur-Saône                   | 145  | Domingo Perurena        | José Pesarrodona    |
| 1ª-2ª  | 4 giugno  | Chalon-sur-Saône > Mâcon                    | 75   | Gerrie Knetemann        | Gerrie Knetemann    |
| 2ª     | 5 giugno  | Mâcon > Lons-le-Saunier                     | 194  | Bernard Croyet          | Bernard Croyet      |
| 3ª     | 6 giugno  | Lons-le-Saunier > Lione                     | 218  | Frans Van Looy          | Frans Van Looy      |
| 4ª     | 7 giugno  | Lione > Grenoble                            | 186  | Alain Santy             | Alain Santy         |
| 5ª     | 8 giugno  | Grenoble > Gap                              | 171  | José Catieau            | Alain Santy         |
| 6ª-1ª  | 9 giugno  | Veynes > Privas                             | 144  | Juan Manuel Santisteban | Alain Santy         |
| 6ª-2ª  | 9 giugno  | Privas > Vals-les-Bains (cron. individuale) | 34   | Raymond Poulidor        | Alain Santy         |
| 7ª     | 10 giugno | Vals-les-Bains > Avignone                   | 216  | Jesús Manzaneque        | Alain Santy         |
| Totale | Totale    | Totale                                      | 1390 |                         |                     |

## Dettagli delle tappe

### Prologo
- 3 giugno: Roanne > Roanne (cron. a squadre) – 7 km

| Pos. | Squadra | Tempo |
| ---- | ------- | ----- |
| 1    | KAS     |       |

| Pos. | Corridore        | Squadra | Tempo |
| ---- | ---------------- | ------- | ----- |
| 1    | José Pesarrodona | KAS     |       |

### 1ª tappa - 1ª semitappa
- 4 giugno: Roanne > Chalon-sur-Saône – 145 km

| Pos. | Corridore        | Squadra   | Tempo |
| ---- | ---------------- | --------- | ----- |
| 1    | Domingo Perurena | KAS       |       |
| 2    | Frans Van Looy   | Carpenter |       |
| 3    | Lieven Malfait   | Watney    |       |

| Pos. | Corridore        | Squadra | Tempo |
| ---- | ---------------- | ------- | ----- |
| 1    | José Pesarrodona | KAS     |       |

### 1ª tappa - 2ª semitappa
- 4 giugno: Chalon-sur-Saône > Mâcon – 75 km

| Pos. | Corridore         | Squadra | Tempo |
| ---- | ----------------- | ------- | ----- |
| 1    | Gerrie Knetemann  | Gan     |       |
| 2    | Jacques Esclassan | Peugeot |       |
| 3    | Jacky Mourioux    | Gan     |       |

| Pos. | Corridore        | Squadra | Tempo |
| ---- | ---------------- | ------- | ----- |
| 1    | Gerrie Knetemann | Gan     |       |

### 2ª tappa
- 5 giugno: Mâcon > Lons-le-Saunier – 194 km

| Pos. | Corridore                | Squadra | Tempo |
| ---- | ------------------------ | ------- | ----- |
| 1    | Bernard Croyet           | Bic     |       |
| 2    | Jean-Pierre Danguillaume | Peugeot |       |
| 3    | Domingo Perurena         | KAS     |       |

| Pos. | Corridore      | Squadra | Tempo |
| ---- | -------------- | ------- | ----- |
| 1    | Bernard Croyet | Bic     |       |

### 3ª tappa
- 6 giugno: Lons-le-Saunier > Lione – 218 km

| Pos. | Corridore         | Squadra   | Tempo |
| ---- | ----------------- | --------- | ----- |
| 1    | Frans Van Looy    | Carpenter |       |
| 2    | Jacques Esclassan | Peugeot   |       |
| 3    | Domingo Perurena  | KAS       |       |

| Pos. | Corridore      | Squadra   | Tempo |
| ---- | -------------- | --------- | ----- |
| 1    | Frans Van Looy | Carpenter |       |

### 4ª tappa
- 7 giugno: Lione > Grenoble – 186 km

| Pos. | Corridore         | Squadra | Tempo |
| ---- | ----------------- | ------- | ----- |
| 1    | Alain Santy       | Gan     |       |
| 2    | Miguel María Lasa | KAS     |       |
| 3    | Raymond Poulidor  | Gan     |       |

| Pos. | Corridore   | Squadra | Tempo |
| ---- | ----------- | ------- | ----- |
| 1    | Alain Santy | Gan     |       |

### 5ª tappa
- 8 giugno: Grenoble > Gap – 171 km

| Pos. | Corridore         | Squadra | Tempo |
| ---- | ----------------- | ------- | ----- |
| 1    | José Catieau      | Bic     |       |
| 2    | Domingo Perurena  | KAS     |       |
| 3    | Miguel María Lasa | KAS     |       |

| Pos. | Corridore   | Squadra | Tempo |
| ---- | ----------- | ------- | ----- |
| 1    | Alain Santy | Gan     |       |

### 6ª tappa - 1ª semitappa
- 9 giugno: Veynes > Privas – 144 km

| Pos. | Corridore                  | Squadra | Tempo |
| ---- | -------------------------- | ------- | ----- |
| 1    | Juan Manuel Santisteban    | KAS     |       |
| 2    | Francisco Javier Elorriaga | KAS     |       |
| 3    | Jacky Mourioux             | Gan     |       |

| Pos. | Corridore   | Squadra | Tempo |
| ---- | ----------- | ------- | ----- |
| 1    | Alain Santy | Gan     |       |

### 6ª tappa - 2ª semitappa
- 9 giugno: Privas > Vals-les-Bains (cron. individuale) – 34 km

| Pos. | Corridore                | Squadra | Tempo |
| ---- | ------------------------ | ------- | ----- |
| 1    | Raymond Poulidor         | Gan     |       |
| 2    | Alain Santy              | Gan     |       |
| 3    | Jean-Pierre Danguillaume | Peugeot |       |

| Pos. | Corridore   | Squadra | Tempo |
| ---- | ----------- | ------- | ----- |
| 1    | Alain Santy | Gan     |       |

### 7ª tappa
- 10 giugno: Vals-les-Bains > Avignone – 216 km

| Pos. | Corridore        | Squadra   | Tempo |
| ---- | ---------------- | --------- | ----- |
| 1    | Jesús Manzaneque | La Casera |       |
| 2    | Bernard Croyet   | Bic       |       |
| 3    | Frans Van Looy   | Carpenter |       |

| Pos. | Corridore                | Squadra | Tempo     |
| ---- | ------------------------ | ------- | --------- |
| 1    | Alain Santy              | Gan     | 37h10'14" |
| 2    | Raymond Poulidor         | Gan     | a 4"      |
| 3    | Jean-Pierre Danguillaume | Peugeot | a 48"     |

## Classifiche finali

### Classifica generale
| Pos. | Corridore                | Squadra                   | Tempo     |
| ---- | ------------------------ | ------------------------- | --------- |
| 1    | Alain Santy              | Gan-Mercier-Hutchinson    | 37h10'14" |
| 2    | Raymond Poulidor         | Gan-Mercier-Hutchinson    | a 4"      |
| 3    | Jean-Pierre Danguillaume | Peugeot-BP-Michelin       | a 48"     |
| 4    | Miguel María Lasa        | KAS                       | a 1'42"   |
| 5    | Roger Pingeon            | Jobo-Lejeune              | a 1'47"   |
| 6    | Luis Ocaña               | Bic                       | a 6'39"   |
| 7    | José Pesarrodona         | KAS                       | a 7'06"   |
| 8    | Domingo Perurena         | KAS                       | a 7'36"   |
| 9    | Mariano Martínez         | Sonolor-Gitane            | a 9'20"   |
| 10   | Andrés Oliva             | La Casera-Peña Bahamontes | a 10'53"  |